# Montgomery (Nyugat-Virginia)
Montgomery település az Amerikai Egyesült Államok Nyugat-Virginia államában, Kanawha megyében. Lakosainak száma 1275 fő (2020. április 1.).

## Közlekedés
A települést érinti az Amtrak egyik távolsági vasúti járata is, a Cardinal.

## Népesség
A település népességének változása:

| 2010 | 1 638 |
| 2020 | 1 275 |